# هيرفيه دي روزا
هيرفيه دي روزا (بالفرنسية: Hervé Di Rosa)‏ هو رسام فرنسي، ولد في 17 ديسمبر 1959 في سيت في فرنسا.

## وصلات خارجية
- الموقع الرسمي
- هيرفيه دي روزا على موقع ديسكوغز (الإنجليزية)